# Calopogon barbatus
Calopogon barbatus là một loài thực vật có hoa trong họ Lan. Loài này được (Walter) Ames mô tả khoa học đầu tiên năm 1908.

## Hình ảnh

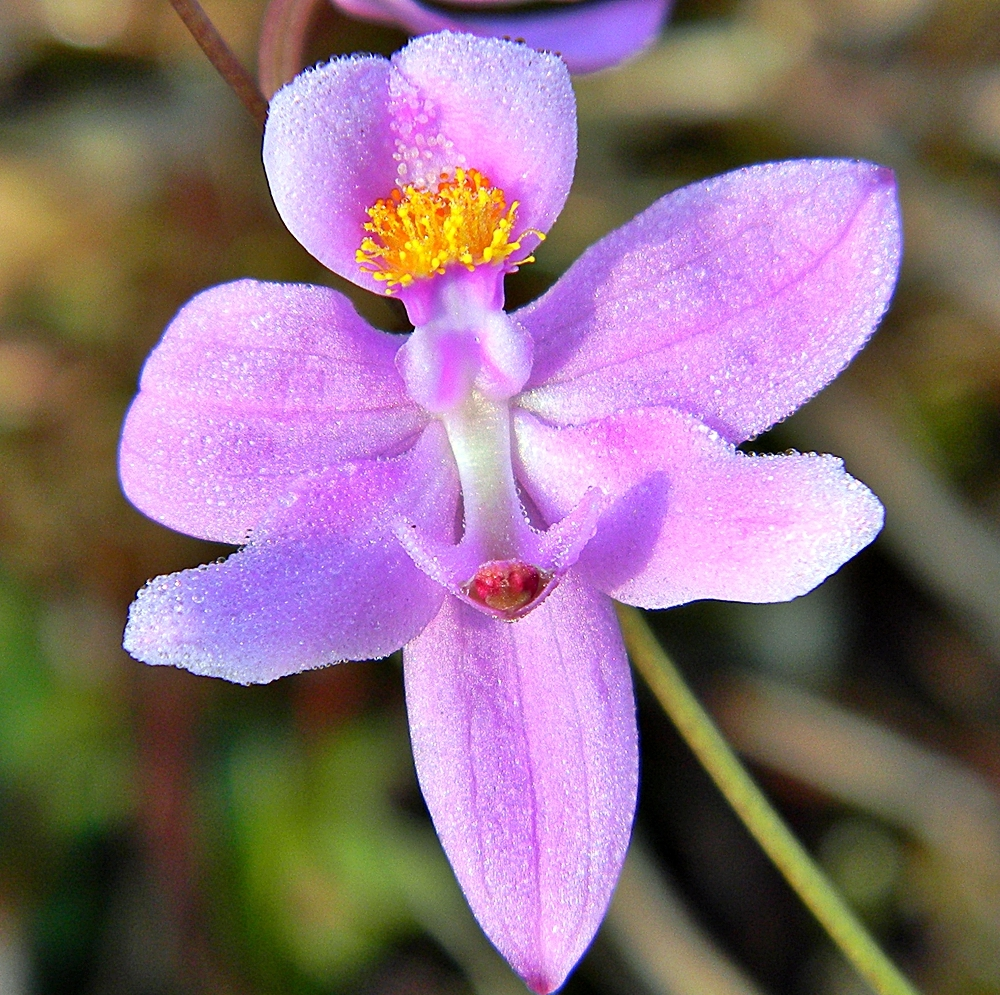
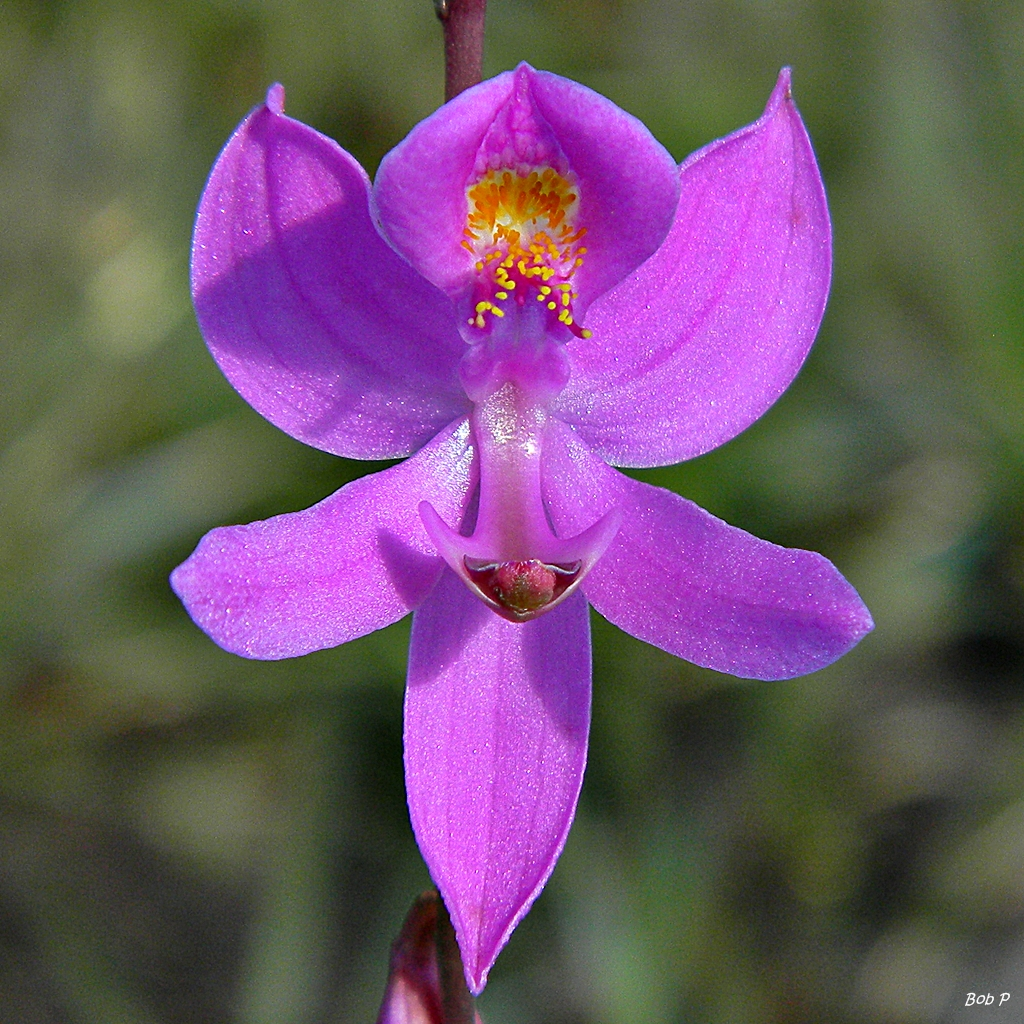
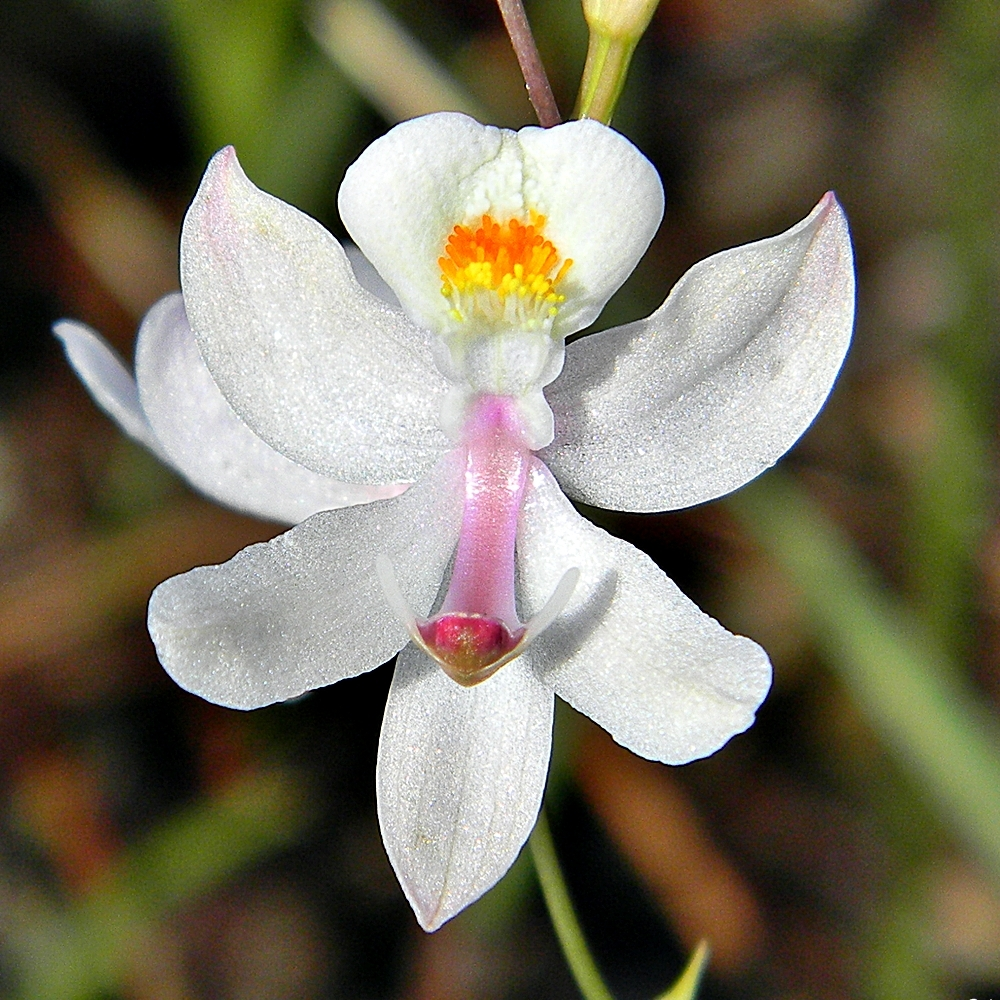